# Landes-sur-Ajon
Landes-sur-Ajon är en kommun i departementet Calvados i regionen Normandie i norra Frankrike. Kommunen ligger i kantonen Villers-Bocage som ligger i arrondissementet Caen. År 2022 hade Landes-sur-Ajon 459 invånare.

## Befolkningsutveckling
Antalet invånare i kommunen Landes-sur-Ajon
Referens: INSEE